# Sphenomorphus oligolepis
Sphenomorphus oligolepis — вид сцинкоподібних ящірок родини сцинкових (Scincidae). Ендемік Нової Гвінеї.

## Поширення і екологія
Sphenomorphus oligolepis поширені на півдні Нової Гвінеї. Вони живуть у вологих рівнинних тропічних лісах, на висоті від 150 до 500 м над рівнем моря.